# 帖木哥
帖木哥（?—?），号中斋，元朝大臣，答鲁乃蛮氏，元惠宗时中书平章政事，普化铁木儿的父亲。
至正元年（1341年），帖木哥担任南台中丞，进为大夫。至正六年（1346年），担任中书省平章政事。至正七年（1347年），帖木哥罢职，出任江南行台御史大夫。至正十二年（1352年），转任甘肃行省平章政事，他和诸王朵儿只镇守口北龙庆州。